# Praia da Aguçadoura

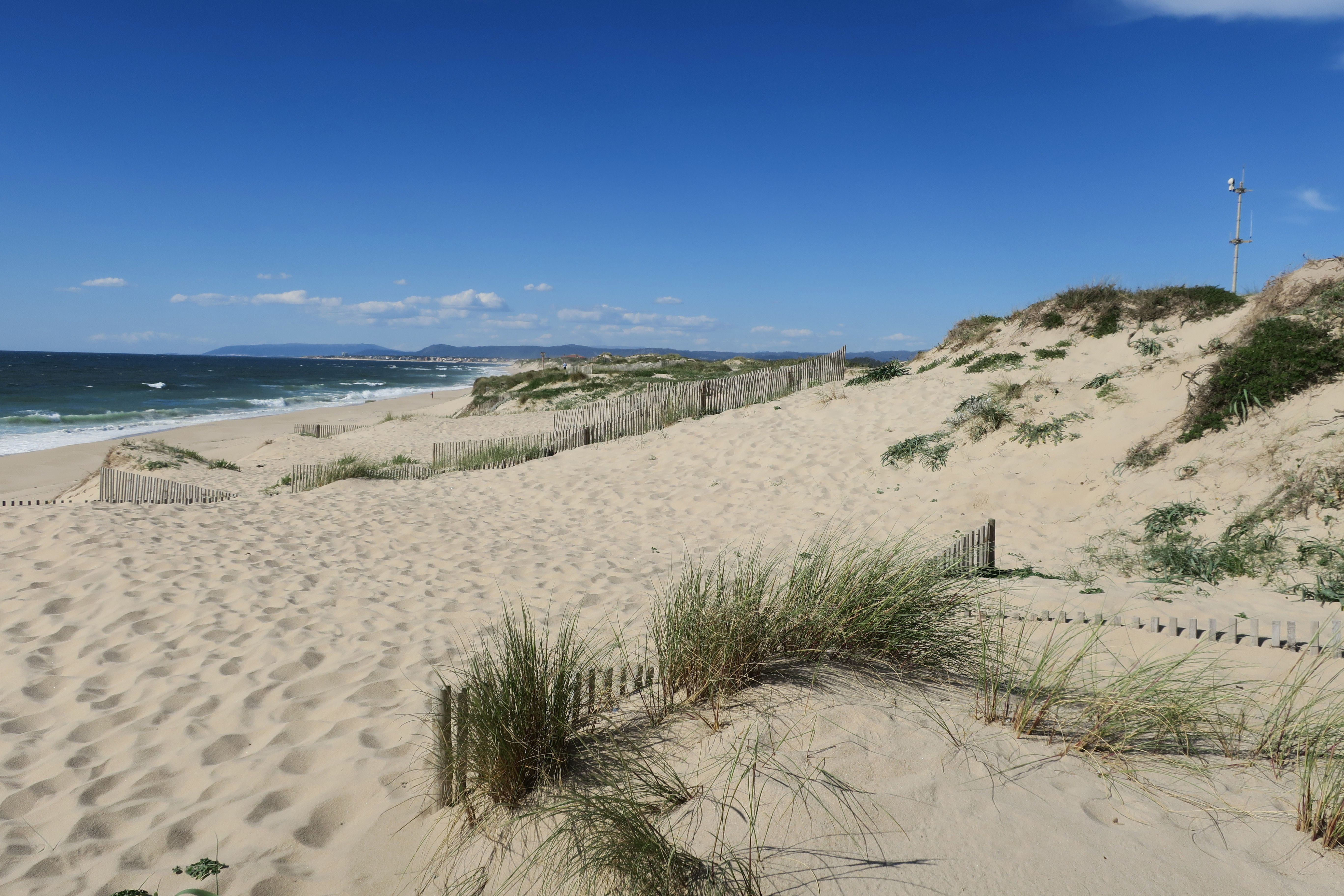
Dunas de la costa norte de Póvoa de Varzim.

La Praia da Aguçadoura es una playa marítima de Póvoa de Varzim.
A la playa se accede por la Marginal do Cruzeiro y se encuentra entre la Praia de Paimó y la Praia da Codixeira, en la freguesia de Aguçadoura. Al norte de esta destaca la Praia do Rio Alto.
En parte de la playa, en las zonas de dunas, se han excavado masseiras.
- Datos: Q4694713